# シンガー (企業)

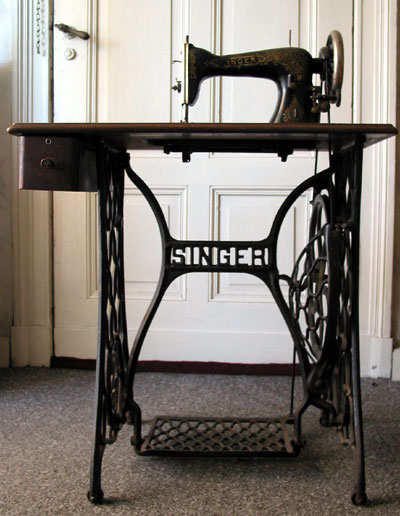
シンガー製足踏み式ミシン

シンガー（英: Singer Corporation）は、ミシン製造会社。1851年、アメリカ合衆国生まれのアイザック・メリット・シンガー（ドイツ系ユダヤ人）がニューヨークの法律家エドワード・C・クラークと共に I.M. Singer & Co. として創業した。1865年に Singer Manufacturing Company に改称、1963年に The Singer Company に改称した。元々は全ての製造をニューヨーク市内の工場で行っていた。現在の本拠地はナッシュビル近郊のラ・バーグにある。

## 歴史
1911年3月から4月にかけて、クライドバンクにあったシンガー最大の工場で、12名の女性工員が製造工程の再編成に抗議したために辞めさせられたのを契機として1万1000人の従業員がストライキを決行した。ストライキ終結後、シンガーはストライキのリーダーらや組合員を含む400名の従業員を解雇した。その中には、後に1920年から1922年にかけてイギリス共産党の初代議長を務めたアーサー・マクマナスがいた。
| 1853年 | 1859年 | 1867年 | 1871年  | 1873年  | 1876年  |
| ------ | ------ | ------ | ------- | ------- | ------- |
| 810    | 10,953 | 43,053 | 181,260 | 232,444 | 262,316 |

### 第二次世界大戦
第二次世界大戦中、シンガーは各国政府と兵器製造の契約を結んだため、ミシンの製造を停止した。アメリカ国内の工場はアメリカ軍向けにノルデン爆撃照準器、M1ガーランドライフル、M1911拳銃などを供給し、ドイツ国内の工場はドイツ国防軍に兵器を供給した。
1939年、アメリカ政府はM1911A1拳銃の製造計画と原材料の見積を行うため、シンガーに対して生産研究を命じた。1940年4月17日には、シリアル番号 No. S800001 - S800500 の500丁の教育的注文を行った。教育的注文 (educational order) とは、武器製造の経験のない会社が一から生産設備を立ち上げ、武器を製造できるようにするために米国軍需品委員会 (US Ordnance Board) が設定したプログラムである。500丁を政府に納入した後、経営陣は同社の専門知識は大砲や爆撃照準機に向いていると結論付けた。拳銃製造設備はレミントンランドに移され、一部は Ithaca Gun Company に移された。このためシンガー製の拳銃は500丁しかなく、コレクターが高値で取引している。状態のよいものは2万5000ドルから6万ドルで売買されている。オークションで8万ドルの高値をつけたこともある。

### 多角化
1960年代になると、シンガーは様々な企業を買収し、多角化に乗り出した。1965年、電卓製造会社 フリーデン（Friden）、1966年、パッカードベル（Packard Bell Electronics）、1968年、General Precision Equipment Corporation (GPE) を買収。GPEの傘下には Librascope と The Kearfott Company, Inc があった。1987年、Kearfott を分離して Kearfott Guidance & Navigation Corporation とし、1988年に Astronautics Corporation of America に売却した。1990年には電子システム部門をGEC-Marconiに売却。GEC-Marconiは後にマルコーニ・エレクトロニック・システムズと改称し、さらにはBAEシステムズの母体の一部となった。また、ミシン部門は1989年に Semi-Tech Microelectronics というトロントの会社に売却された。

### 現状
現在、シンガーは電子式ミシンなど各種民生品を製造している。2004年、レバレッジド・バイアウトを専門とする資産運用企業 Kohlberg & Company がシンガーを買収し、2006年に他のミシン製造企業と合併させ SVP Worldwide を創設した。したがってシンガーは SVP Worldwide の一部となっており、同社の傘下には他に Pfaff と Husqvarna Viking というブランドもある。競合企業としては、ブラザー工業、アイシン、Necchi、E&R Classic Sewing Machines などがある。

## 本社ビルなど

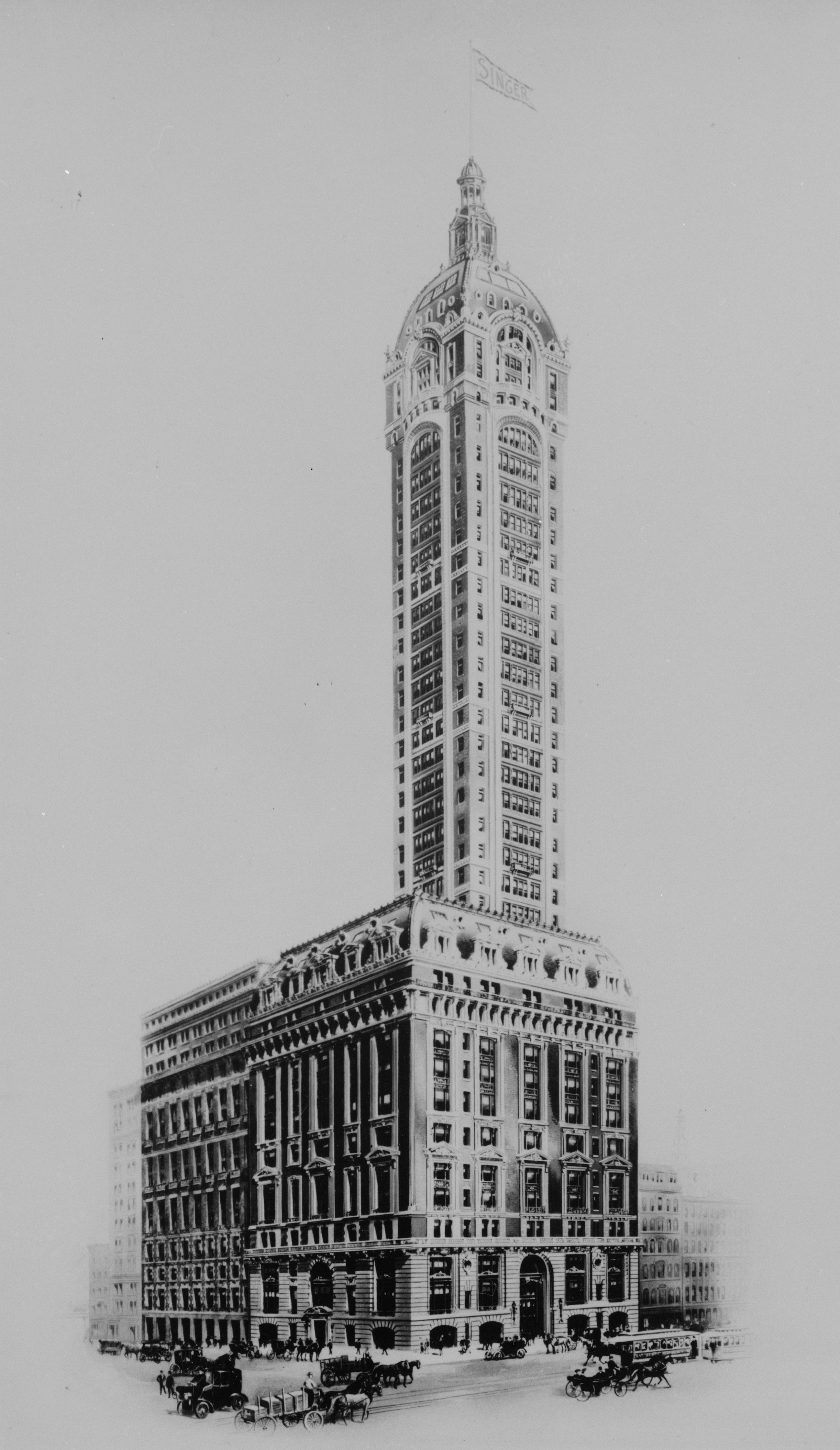
シンガービル

建築家 Ernest Flagg がシンガーの本社ビルとして設計したシンガービルは、1906年竣工し、当時世界一高いビルとなった（1968年取り壊し）。また、スコットランドのクライドバンクで1885年操業開始したシンガーの工場には、当時世界一の大きさ（文字盤）の時計があった（1984年取り壊し）。なお、クライドバンクには工場のための駅として Singer railway station が作られ、現存している。
また、1902年から1904年にロシア支社の本社ビルとしてサンクトペテルブルクのネフスキー大通りに建設されたシンガーハウスも有名である（ロシア革命後、書店になったので「本の家」とも）。建築家 Pavel Suzor の設計で、カザン聖堂の向かいでアール・ヌーヴォー様式の美しい姿を見せており、ロシアの文化遺産となっている。